# أتسوشي إينوي
أتسوشي إينوي (باليابانية: 井上 敦史) (28 مايو 1977 في نيزا في اليابان – )؛ هو لاعب كرة قدم ياباني سابق كان يلعب كحارس مرمى.

## وصلات خارجية
- أتسوشي إينوي على موقع رابطة كرة القدم اليابانية للمحترفين (اليابانية)
- أتسوشي إينوي على موقع قاعدة بيانات كرة القدم.إي يو (الإنجليزية)
- أتسوشي إينوي على موقع Soccerway.com (الإنجليزية)
- أتسوشي إينوي على موقع عالم كرة القدم.نت (الإنجليزية)